# إليكلومول
إليسكلومول (نزل، المعروف ايضا باسم STA-4783) هو الدواء الذي يحفز موت الخلايا المبرمج (موت الخلية المبرمج) في السرطان الخلايا. يتم تطويره من قبل سينتا للأدوية وجلاكسو سميث كلاين كمساعد للعلاج الكيميائي، وقد حصل المسار السريع و المخدرات اليتيمة الحالة من إدارة الغذاء والدواء الأمريكية لعلاج النقيلي سرطان الجلد. أعلنت شركة سينتا للأدوية في 26 فبراير 2009 عن تعليق جميع التجارب السريرية التي تنطوي على إليسكلومول بسبب مخاوف تتعلق بالسلامة. في مارس 2010، أعلنت سينتا أن إدارة الغذاء والدواء قد وافقت على استئناف التطوير السريري للإلسكلومول، وأنهم يتوقعون بدء تجربة سريرية واحدة أو أكثر للإلسكلومول في النصف الثاني من العام.
في دراسة صغيرة عشوائية من المرحلة الثانية، تبين ان إليسكلومول يزيد بشكل كبيرمن البقاء على قيد الحياة بدون تقدم في الأشخاص الذين يعانون من سرطان الجلد النقيلي عندما تعطى بالإضافة إلى باكليتاكسيل (تاكسول).
تم الإعلان عن نتائج تجربة المرحلة الثالثة في مارس 2013. توقفت الدراسة عندما تقرر أن إضافة إليسكلومول إلى باكليتاكسيل لم تزيد كثيرًا من البقاء على قيد الحياة بدون التقدم.
اقترحت الدراسات التي أجريت على النماذج قبل السريرية أن الإليسكلومول قد يكون فعالا في خلايا ساركوما يوينغ ذات المستويات المرتفعة من الإجهاد التأكسدي الخلوي.

## آلية العمل
إليسكلومول يحث الإجهاد التأكسدي من خلال إثارة تراكم أنواع الأكسجين التفاعلية داخل الخلايا السرطانية. إليسكلومول يتطلب الأكسدة أيون المعادن النشطة للعمل. مجمع النحاس (إي) هو 34 مرة أكثر قوة من مجمع ني(إي) و 1040 أضعاف أكثر قوة من بت(إي) المعقدة.

## اكتشافه
تم تصنيع إليسكلومول لأول مرة في شينوجي بيوريسيرتش في ليكسينغتون، ماساتشوستس. تم اكتشاف فعاليته ضد السرطان من قبل العلماء في أبحاث شيونوجي الحيوية. قال تشن من سينتا:" لقد كانت فرحة الكيميائي الخالص". "محلية الصنع، عشوائية، ومن الواضح أنها مصنوعة بدون غرض معين. كان الوحيد الذي عمل على كل ما حاولنا.”